# 1997 AV1
1997 AV1 är en asteroid i huvudbältet som upptäcktes den 3 januari 1997 av den japanska astronomen Takao Kobayashi vid Ōizumi-observatoriet.
Asteroiden har en diameter på ungefär 5 kilometer.